# Alessandro Stefenelli
Don Alessandro Stefenelli, noto in spagnolo come Alejandro Stefenelli (Fondo, 15 dicembre 1864 – Trento, 16 agosto 1952), è stato un presbitero e missionario italiano.

## Biografia
Nacque a Fondo, in val di Non, il 15 dicembre 1864 da Enrico, medico, e Catalina de Stefenelli. Il padre morì nel 1875, seguito probabilmente dalla moglie, e il giovane Alessandro, rimasto orfano, fu affidato alle cure dello zio Guidobaldo de Stefenelli, direttore spirituale del seminario di Trento. Indeciso se seguire o meno una carriera missionaria, ebbe un incontro dirimente intorno al 1879 a Mezzolombardo con don Decarli, che lo convinse ad entrare nell'oratorio di Valdocco di don Giovanni Bosco. Il 14 ottobre 1879 partì quindi alla volta di Torino, separandosi dalla famiglia, e fu accolto da don Bosco stesso, che si sarebbe compiaciuto poiché "adesso (gli allievi) cominciano a venire anche da Trento".
Ricevette l'abito talare da don Bosco, divenendo quindi novizio a San Benigno Canavese sotto don Giulio Barberis e nonostante la salute cagionevole, riuscì ad emettere i voti perpetui il 7 ottobre 1882. Fu allievo anche del religioso barnabita Francesco Denza a Moncalieri, che lo accompagnò spesso all'osservatorio astronomico di Torino (allora posto nei pressi dell'Esposizione Universale). Tenuto legalmente a prestare servizio di leva militare, inviò una supplica all'imperatore austriaco Francesco Giuseppe per ritardare l'entrata in servizio al fine di completare gli studi ma la supplica fu respinta e lui fu considerato per sempre renitente.
Fu spettatore delle prime spedizioni missionarie salesiane verso l'America meridionale e quanto padre Denza implorò don Bosco di creare una rete di osservatori meteorologici in Patagonia, quest'ultimo propose proprio Stefenelli, che nel 1885 partì con la nona spedizione salesiana. Il viaggio iniziò a Genova proseguendo ad Alassio e poi a Nizza e Marsiglia, dove si imbarcò il 13 febbraio sul battello La Bourgogne per sbarcare a Montevideo il 13 marzo; qui fu accolto dall'ispettore salesiano, monsignor Giacomo Costamagna, e proseguì il viaggio verso l'Argentina, giungendo al quartier generale dei salesiani di Almagro. Al Collegio Pio IX iniziò l'apprendimento della lingua spagnola mentre il 3 giugno successivo parte alla volta di Carmen de Patagones col chierico Dallera e con don Giuseppe Fagnano. Qui partecipò alla costruzione del primo osservatorio meteorologico (costruito con strumentazione donata dal Club Alpino Italiano), dedicandosi ad osservazioni e misurazioni che trasmise poi a padre Denza, e si dedicò anche alla fotografia naturalistica di flora e fauna locali, grazie ad un'Alpina fornita dalla ditta Bardelli di Torino con una cassa di lastre al bromuro.
Nel 1888 conobbe i nativi mapuche (o araucani), a cui riuscì a fare catechismo nella loro lingua madre, scoprendo una religione dualistica che prevede un Dio "buono" nel cielo e degli spiriti "maligni", detti Gualicho, sottoterra. L'anno successivo fu ordinato sacerdote da monsignor Giovanni Cagliero, che gli affidò una delicata missione di evangelizzazione in Patagonia. Giunto nella città di General Roca, dopo una lunga marcia iniziata da Coronel Pringles, si occupò della creazione di una scuola, con annessi due orfanotrofi (uno maschile e uno femminile); pochi anni dopo si adoperò per la creazione di una scuola agraria, venendo aiutato dalla famiglia lombarda dei Sada di Tornquist. Destò grande ammirazione la sua creazione di un ampio sistema idrico, realizzato nel 1890, che permise di controllare e drenare i flussi stagionali del Río Negro; su proposta del generale Enrique Godoy fu nominato nel 1889 come cappellano militare delle truppe di stanza. Nel 1895 presentò un'ampia memoria al Ministero dell'istruzione argentino, chiedendo l'attenzione del governo per la neonata scuola, e ottenne un finanziamento di 400 pesetas mensili a cui andavano aggiunte diverse donazioni.
La scuola fu il primo nucleo del Collegio San Michele, che subì importanti danni a causa di un'inondazione provocata dalle forti piogge tra il 30 e il 31 maggio 1899. Il collegio, ricostruito, fu in larga parte confiscato dal governo argentino nel 1913 e, amareggiato, Stefenelli tornò in Italia. Inviato nel 1919 a Roma, vi fondò una scuola agraria al Mandrione per orfani di guerra, che grazie alle sue tecnologie all'avanguardia divenne modello per numerose altre scuole salesiane.
Tra il 1927 e il 1929 fu prefetto di Rovereto e nel 1942 fu decorato come commendatore dell'Ordine della Corona d'Italia.
Morì nella casa salesiana di Trento il 16 agosto 1952. Alla sua memoria è stato intitolato nel 1933 un quartiere di General Roca (corrispondente grossomodo al primo nucleo della città), oltre che la relativa stazione ferroviaria, mentre l'edificio del Collegio San Michele, trasformato in museo della memoria, è divenuto bene di interesse storico e nazionale. Inoltre nel 2014 è stata presentata una sua autobiografia inedita, curata da Marco Romano e finanziata dal Comune di Fondo, dall'Istituto salesiano Maria Ausiliatrice di Trento, dall'associazione Lampi di Romeno, dal bacino imbrifero montano dell'Adige e dalla Cassa Rurale Novella e Alta Anaunia.